# The Bat Whispers
The Bat Whispers è un film thriller del 1930 diretto da Roland West. È il secondo film tratto dalla commedia The Bat di Mary Roberts Rinehart e Avery Hopwood, grande successo teatrale sulle scene di Broadway negli anni venti. Il lavoro teatrale venne rappresentato dal 23 agosto 1920 al settembre 1922, per un totale di 867 rappresentazioni.
Anche il primo episodio del serial venne diretto da Roland West. Bob Kane, l'autore di Batman, si ispirò per il suo personaggio anche a questo film.
Il film venne girato in tre versioni: due versioni in 35mm per la distribuzione USA e per l'estero; la terza in 65 mm, in versione Magnifilm. La versione per gli USA venne montata per una durata complessiva di 72 minuti per la Atlantic Pictures, ma è andata persa. Nel 1988, la UCLA restaurò la versione del film in 35 mm girato per la distribuzione all'estero e quello in 65 mm tratto dal negativo originale .

## Produzione
Il film fu prodotto da Joseph M. Schenck.

## Distribuzione
Distribuito dalla United Artists, il film uscì nelle sale statunitensi il 13 novembre 1930. Il detentore del copyright del film è la "Mary Pickford Foundation".

### Date di uscita
- USA 13 novembre 1930
- USA 1945 (riedizione)

## Remake
The Bat di Mary Roberts Rinehart e Avery Hopwood fu adattato più di una volta per lo schermo.
- The Gorilla di Alfred Santell (1927)
- The Gorilla di Bryan Foy (1930)
- The Bat Whispers di Roland West (1930)
- Sh! The Octopus di William C. McGann (1937)
- The Gorilla di Allan Dwan (1939)